# Dziwonos szaroboczny
Dziwonos szaroboczny (Sarkidiornis melanotos) – gatunek dużego ptaka wodnego z rodziny kaczkowatych (Anatidae). Zasiedla subsaharyjską Afrykę (łącznie z Madagaskarem) oraz południową i południowo-wschodnią Azję.

## Systematyka
Jest to gatunek monotypowy. Do niedawna za podgatunek S. melanotos uznawano dziwonosa czarnobocznego (S. sylvicola), zamieszkującego Amerykę Południową i Panamę, został on jednak wydzielony jako odrębny gatunek.

## Morfologia
Samiec jest większy od samicy. Ogólna długość ciała gatunku waha się pomiędzy 640 a 790 mm. Rozpiętość skrzydeł wynosi 122–145 cm. Masa ciała samców wynosi 1300–2610 g, natomiast samic 1230–2325 g.
Występuje wyraźny dymorfizm płciowy. Dziwonos szaroboczny sylwetką przypomina gęś. Dziób czarny, z charakterystycznym, okrągłym wyrostkiem na początku. Jest zbudowany z tłuszczu, znacznie powiększa się przed okresem lęgowym. Wierzch i tył głowy czarny, żółto odgraniczony od białej reszty głowy, która jest czarno nakrapiana. Pierś i spód ciała czysto białe. Skrzydła i ogon czarne, z fioletowym, niebieskim i zielonym opalizowaniem. Boki ciała szare, nogi czarne. Samica ma więcej białego na bokach ciała, głowa jest cała biała w czarne kropki. Nie posiada też wyrostka na dziobie.

## Występowanie

### Środowisko
Środowiskiem życia tego gatunku są bagna, rzeki i jeziora w otwartych i świetlistych, zalesionych obszarach. Przebywa także na łąkach, obszarach popowodziowych, w zalanych lasach, na pastwiskach oraz na polach ryżowych. Występuje do wysokości 1200 m n.p.m. Jeżeli ma wybór, woli czyste wody.

### Zasięg występowania
Ma ogromny zasięg występowania, o powierzchni około 53,3 miliona km². Obejmuje on Afrykę na południe od Sahary (łącznie z Madagaskarem) oraz południową i południowo-wschodnią Azję. Występował również na Sri Lance, ale został wytępiony.

## Pożywienie
Większość pożywienia dziwonos szaroboczny znajduje na lądzie. W wodzie zjada prawie wyłącznie rośliny, są to: rdestnica kędzierzawa (Potamogeton crispus), Nymphaea nouchali (owoce), Nymphoides indica (nasiona), cibora jadalna (Cyperus esculentus) (kłącza), Echinochloa colona (liście) oraz Vossia cuspidata. Zjada także drobne owady wodne, ale stanowią one najwyżej 0,1% diety.
Na uprawach zjada pszenicę i orzechy ziemne. Poza tym na lądzie odżywia się nasionami i owocami następujących gatunków roślin: Brachiaria xantholeuca, Echinochloa colona, palusznik krwawy (Digitaria sanguinalis), Sorghum verticilliflorum (odmiana latiglume), Sacciolepis africana, Aeschynomene fluitans, Aeschynomene nilotica oraz ambrozja bylicolistna (Ambrosia artemisifolia). Zjada także termity.

## Tryb życia i zachowanie
W okresie lęgowym przebywa w parach lub małych grupach, poza okresem lęgowym w dużych stadach liczących od 30 do 40 ptaków. W trakcie sezonowych migracji lecą albo w bezładnej grupie, albo w kluczu o kształcie podobnym do litery V. Dzięki silnym pazurom dziwonosy potrafią przytrzymać się drzewa. Gatunek bardzo wrażliwy na zimno. Najwyższy zanotowany wiek wynosił 21 lat i 6 miesięcy.

### Głos
Głosy bardzo zróżnicowane, wydawane przez obie płcie. Odzywa się m.in. chrapliwym gwizdem. W trakcie lotu skrzydła wydają głośny odgłos, podobny do miękkiego gwizdania.

## Rozród
Lęgi wyprowadza w porze deszczowej, pomiędzy grudniem a marcem. Przy sprzyjających warunkach samiec ma własny harem samic, przy złych warunkach ma jedną partnerkę. Gniazdo zbudowane jest na drzewie (lub na ziemi, w wysokiej trawie), 4–12 m nad ziemią, czasami buduje swoje gniazdo na starym gnieździe warugi. Sarkidiornis melanotos zawsze umieszcza gniazdo blisko wody, najwyżej 2 km od niej. Na budulec składają się źdźbła traw, trzciny, pióra i inne delikatne materiały. Samica składa od 6 do 20 jaj, ale zazwyczaj 8–11. Są one żółtobiałe, mają wymiary 60x44 mm. Inkubacja trwa 28–30 dni. Młode mają bardzo ostre szpony, aby mogły wspinać się po pionowych powierzchniach. Po 65–70 dniach młode mają już całkowicie rozwinięte lotki i mogą ich w pełni używać.

## Status, zagrożenia i ochrona
Dziwonos szaroboczny klasyfikowany jest przez IUCN jako gatunek najmniejszej troski (LC – Least Concern). Liczebność populacji po podziale taksonomicznym gatunku nie jest znana. Zagrożenia dla gatunku stanowią polowania (np. na Madagaskarze), niszczenie środowisk (np. wylesianie) oraz nieuzasadnione zatruwanie pól ryżowych.